# Emarosa
Emarosa es una banda de rock alternativo estadounidense formada en 2006, en la ciudad de Lexington, Kentucky. Actualmente la banda está formada por el vocalista Bradley Scott Waldenm, los guitarristas ER White y Matthew Marcellus, y el bajista Robert Joffred. Tras varios cambios de formación y musicales, han editado cinco álbumes de estudio.
En el 2006, Emarosa lanzó su primer demo, Corsets Are Cages. El 1 de mayo, la banda lanzó su primer EP, This Is Your Way Out, con el vocalista Chris Roetter. El 18 de julio, junto a Rise Records y su nuevo vocalista, Jonny Craig, la banda lanza su primer álbum, Relativity. El 29 de julio de 2010, Emarosa lanzó su segundo álbum, homónimo. El 11 de abril de 2011, fue anunciado que Jonny Craig ya no era parte de la banda, siendo reemplazado momentáneamente por Tilian Pearson.

## Discografía
Álbumes
| Año  | Título     | Sello             | Chart | Chart    | Chart   |
| Año  | Título     | Sello             | US    | US Indie | US Heat |
| ---- | ---------- | ----------------- | ----- | -------- | ------- |
| 2008 | Relativity | Rise              | 191   | 33       | 15      |
| 2010 | Emarosa    | Rise              | 69    | 9        | —       |
| 2014 | Versus     | Rise              | 61    | 15       | —       |
| 2016 | 131        | Hopeless          | 132   | 7        | —       |
| 2019 | Peach Club | Hopeless          | 137   | 2        | —       |
| 2023 | Sting      | Out of Line Music | —     | —        | —       |

EPs
- This Is Your Way Out (2007, StandBy, Rise)
- Versus (2015, Rise)
- 131 Reimagined (2017, Hopeless)[3]

Demos
- Demo 2006 (2016)
- Emarosa Demos (2010)
- 2011 Demo (2011)

## Miembros
| Miembros actuales - ER White – guitarra principal (2006–presente) - Bradley Walden – voces (2013–presente) - Matthew Marcellus – guitarra rítmica (2014–presente) - Robert Joffred – bajo, coros (2018–presente, apoyo 2016–2018) Miembros de apoyo - Destin Johnson – batería (2019–presente) | Miembros anteriores - Chris Roberts – voces (2006) - Chris Roetter – voces (2006–2007) - Jonny Craig – voces (2007–2011) - Mike Bryant – guitarra rítmica (2006) - Madison Stolzer – guitarra rítmica (2006–2007) - Jonas Ladekjaer – guitarra rítmica (2007–2014) - Will Sowers – bajo (2006–2016) - Lukas Koszewski – batería (2006–2014) - Jordan Stewart – teclados (2006–2018) Miembros anteriores de apoyo - Tilian Pearson – voces (2011) - Branden Morgan – batería (2014–2015) - Connor Denis – batería (2015–2016) - Brent Caltagirone – batería (2016–2017) - Kyle Adams – batería (2017–2019) - Justin Nace – batería (2019) |